# Öppen planlösning i Sverige

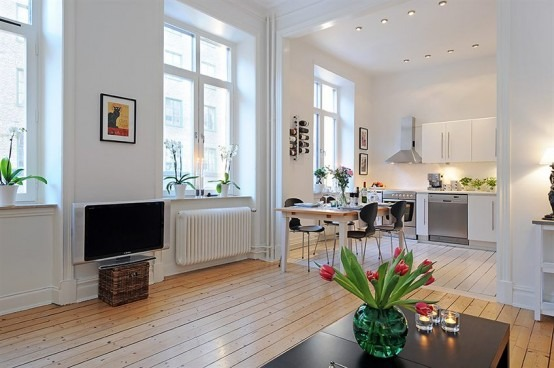
Svensk sekelskifteslägenhet med öppet samband mellan kök och vardagsrum

Öppna planlösningen i Sverige syftar inom bostadsarkitekturen på en bostad med avsaknad av stängbara dörrar mellan i första hand de båda rumsfunktionerna vardagsrum och kök. I Sverige växte den öppna planlösningen fram främst fram under slutet av 1900-talet då bostadspolitiken förändrades.

## Bakgrund
Historiskt sett hade det svenska hemmet bara ett rum med eldstad som användes för alla ändamål. Man lagade mat, åt, arbetade och sov, allt i samma rum. Husen fungerade både som arbetsplats och bostad, möjlighet till avskildhet och privatliv saknades.

### 1700 och 1800-talet
Under 1700 och 1800-talet hade borgerliga familjer bostäder med flera rum för specifika ändamål. Ett av de viktigaste uppgifterna för bostaden var representation, i bostaden skedde en stor del av det affärsmässiga livet. Bostadens planlösning planerades därför efter den representativa uppgiften genom att förmak, salong och herrum placerades mot gatan, separerade från de mindre åtråvärda rummen av en mörk korridor. Indelningen gav upphov till parallell livsföring i bostaden, en tydlig skillnad mellan sociala sikt och mellan privatliv och offentlighet.

### Sekelskiftet 1900
I och med att sekelskiftet närmade sig så upplevdes den representativa delen av bostaden som allt mer överdådig, då affärsföreteelser förflyttats från hemmet till andra lokaler i städerna. Bostaden kom därför att utvecklas för att bli en mer privat angeläget och den klassicistiska bostadens storlek sågs som en nackdel då den krävde tjänstefolk för den dagliga skötseln. Nya familjeideal växte också fram vid sekelskiftet och i den klassiska borgarlägenheten fanns det ingen plats för barn. Barnrummen och sängkammaren för mannen och hustrun fanns ofta på betryggande avstånd från varandra. Saknaden av privatliv i bostaden drev på en arkitektonisk förändring som tog avstamp i den engelska Arts and Crafts-rörelsen, där bostadens gestaltning började frigöras från tidigare stilbildningar. Inspiration hämtades från engelska countryhouses, som hade bibehållit sin prägel av privata hem. Känslan av hemtrevnad och viljan att ta hand om sin familj, liksom arbetets separering från bostaden gav upphov till den nya stilepoken Jugend.
Under allmänna konst- och industriutställningen 1897 på Djurgården spred sig jugendstilen i Sverige och blev snabbt moderiktig i hela landet. Inflyttningen till städerna ökade och bostadsbyggandet drevs av privata byggmästare som byggde för ekonomisk vinning. Samtidigt växte arbetarrörelsen och kvinnorörelsen fram, vilket ledde till en polarisering av samhället. Därigenom cementerades jugendstilen som en epok där skillnaden mellan rik och fattig var tydlig. Snilleindustriernas framväxt ledde vid sekelskiftet fram till att samhället snabbt förändras och att hitta en relation mellan hus och plats framstod som viktigt. Bostaden började hanteras som en genomtänkt helhet, där bland annat ljuset i bostaden lyftes fram, som en kontrast mot klassicismens mörka inredning. Byggnader utsmyckades även med naturalistiska dekorationer och vågiga växtmönster för att göra upp med klassicismen. Allt i och med att samhället strävade efter ett modernt storstadsliv med sundhet och god hälsa i fokus.
Ytterligare typiska arkitektoniska stildrag är höga fönster med spröjs, runda burspråk och en ljusare färgsättning som är mer naturtrogen. Detta ledde då till att bostaden upplevs som mer luftig. Bostädernas utveckling bör ses som en konsekvens av tidens tro på individers säregenhet, men också som en effekt av en rådande högkonjunktur som flyttade arkitekternas fokus från det offentliga till det privata.

## Öppen planlösning

### Åsikterna kring den öppna planlösningen
Åsikterna kring den öppna planlösningen är delade. Fördelarna handlar om att det är lättare att flytta runt i rummet. Ljusinsläppen blir större, det underlättar för kommunikationen mellan personerna i bostaden, samt gör underhållande lättare. Nackdelarna handlar om att lukt kan spridas från köket, behovet att hela tiden ha rent i köket för att förmedla ett gott helhetsintryck, samt vikten av att behöva anpassa sitt designval utifrån att det ska synas för alla.

### Utvecklingen i Sverige
Under 1960-talet kunde öppna planlösningar först återfinnas i Sverige. Det skulle dock dröja tills sekelskiftet och bomässorna H99 i Helsingborg och Bo01 i Malmö som allmänheten fick en inblick i vad som öppen planlösning innebär.  Reaktionerna hos folket kring dessa bostäder pendlade mellan "förundran, förtjusning och förfäran." Reaktionerna var inte bara riktade emot den öppna planlösningen, utan också mot de stora proportionerna. Samtidigt var lägenheterna dyra att förvärva och månadskostnaden hög, i en tid där unga inte har råd att flytta hemifrån. Bostadspolitiken under tiden av dessa bostadsmässor sammanfattas av konsumentjournalisten Charlotte Reimerson: 
"Det som byggherrar presenterar som 'kundorienterade lägenheter' är svindyra och dåligt planerade lyxbostäder utan fungerande kök, men med plats för 100 cocktailgäster! Och det som heter 'yteffektiva lägenheter' är lika omöjliga ettor på 20 kvadrat."
Under rekordåren 1965–1974 och miljonprogrammen byggdes många bra lägenheter, men som saknade kvalitéerna som krävdes för att göra bostäderna omtyckta och attraktiva. Efter rekordåren ökade populariteten med att bygga om äldre bostäder i och med ett ökat tankesätt kring miljön som växte fram i bostadsplaneringen. 1987 skedde börskraschen på New York-börsen. Det följdes av en inflationspolitik med en ökad utlåning från bankerna. I Sverige skedde samtidigt ett borgerligt maktövertagande som ledde till ett bostadspolitiskt systemskifte, där den statliga bostadspolitiken lades ned, bostadsdepartementet avskaffades, allmännyttan förlorade sina privilegier och bostadsbyggandet nådde ett bottenläge. Samtidigt ökade beskattningen på boendet. Detta ledde till att bostadsproduktionen sjönk till rekordlåga nivåer och bostäderna blev betydligt dyrare. På så sätt ökade "betydelsen av bostadens arkitektur." 

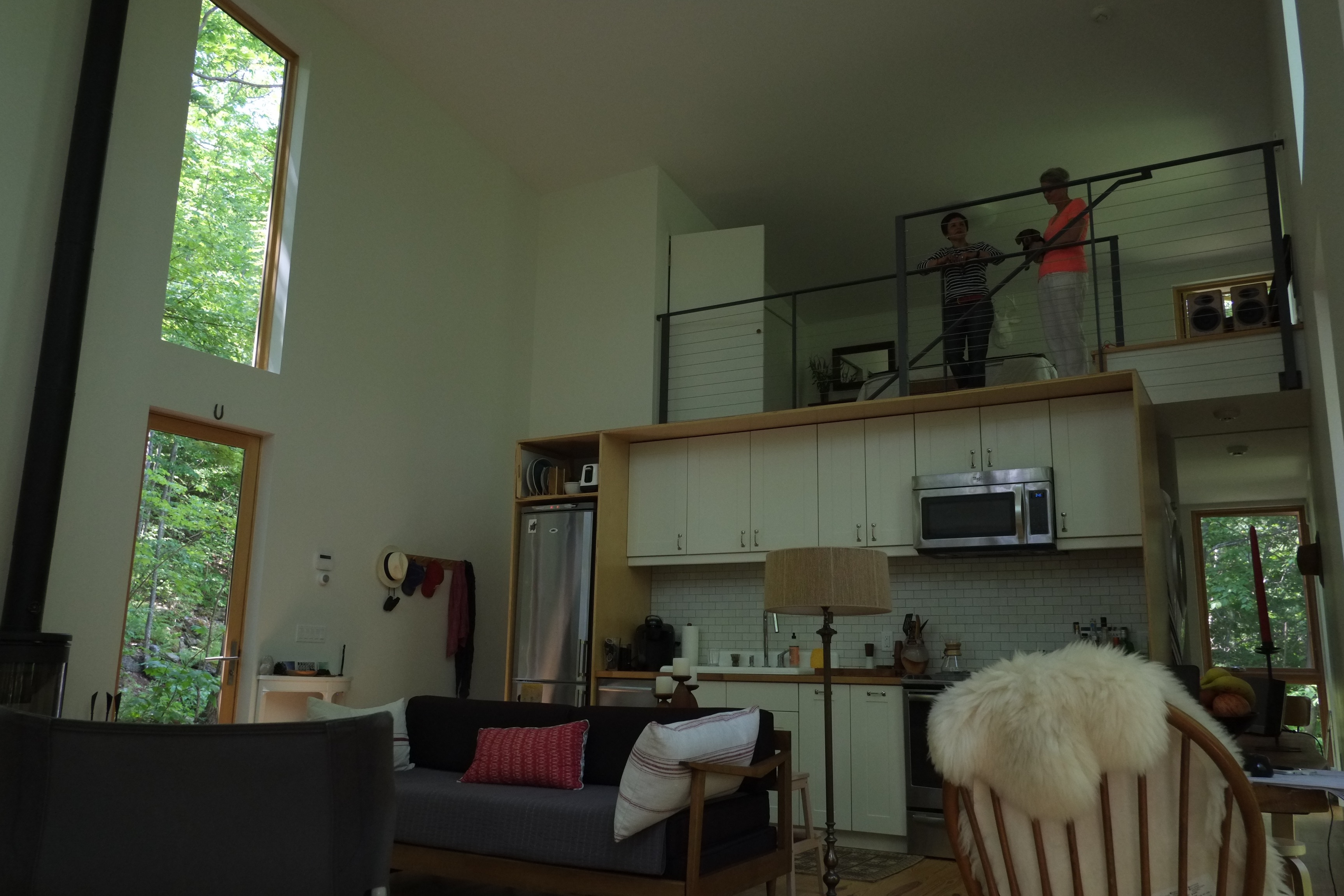
Öppen planlösning i lägenhet med loft.

Utvecklingen av öppna samband bryter mot funktionalismens funktionsstyrda rum som var dominerande under större delen av 1900-talet. Genomslaget av öppna samband under slutet av sekelskiftet bör ses i samband med den marknadsliberala riktningen som bostadspolitiken tog.I byggnormerna fanns krav på neutrala förbindelser mellan rum, vilket innebar att samtliga rum skulle kunna nås från ett rum som inte hade någon annan funktion. Genom att nyttja köket och vardagsrummet som genomgångsrum kunde bostadens yta minska och kostnader sparas. Den öppna bostaden har sedan blivit ett ideal bland bostadsbyggare, då den fungerar som ett viktigt säljargument när efterfrågan styr bostadsproduktionen. Den öppna ytans rymd och sociala kvaliteter framhålls ofta som argument, även den ekonomiska fördelen, eftersom den öppna planlösningen sparar kvadratmeter. I vissa fall innebär öppenheten att dörrar slopas mellan hall, kök och vardagsrum. I andra bostäder är vardagsrum och kök en sammanhängande yta, där vardagsrummet och köket fungerar som ett genomgångsrum till övriga delar av bostaden.
 

Krisen som bostadsbyggandet hamnade i efter miljonprogrammen och rekordåren skulle lösas med nya föreställningar om "glamorösa livsstilar." Bostäder med öppna planlösningar passa till detta. 
”Att kliva rätt in i bardisken var något annat än den livsstil som förknippades med de storskaliga bostadsområdenas ofta elementbyggda lägenheter.”
Det går att påvisa en tydlig tendens i uppdelningen av lägenheterna som byggdes. Det byggdes både små och trånga lägenheter samtidigt som mycket stora lägenheter, där det estetiska var viktigare än praktisk användbarhet. Detta i ett tydligt avbrott mot bostadsnormerna och funktionalismens filosofi. Försöken att luckra upp den funktionalistiska normen i bostadsutformningen kopplat med den ekonomiska nedgången var bidragande till att den öppna planlösningen introducerades. Mindre och större lägenheter populariserades med den stora salongen i fokus. Den öppna bostaden återspeglar på så sätt ett borgerligt ideal, där den representativa delen dominerar både ytmässigt och visuellt.

### Kökets roll i den framväxande öppna bostaden
Under 1960-talet började konstnärer i New York flytta in i övergivna fabriker och lagerlokaler för att använda som ateljéer och bostäder. Dessa lokaler var billiga och bestod av enorma ytor, med högt i tak, öppna samband och stora fönster. Dessa egenskaper spreds sedan utanför konstnärskretsar och bostadstypen förvandlades till exklusivt boende för medelklassen. Intresset för denna typ av lokal spreds sedan utanför konstnärskretsar, och bostadstypen förvandlades. I det tidiga 1900-talets modernistiska öppna planlösning var köket en separat del av bostaden. I och med den amerikanska lofttrenden blev köket en del av den öppna ytan.
Genom att köket integrerades i den öppna ytan förlorade den samtidigt sin funktion som arbetsplats för att i stället fungera som en likvärdig del av den sociala ytan. Detta ledde då till en förändring i synen på bostadens funktion, där en livsstil med det centralt belägna köket växte fram kring den öppna bostaden. Köket i den öppna planlösningen utgör därför en naturlig samlingsplats i bostaden. Vare sig det handlar om vardagsbestyr eller mer festbetonade tillfällen.
Köket blir på så sätt en central del i bostaden vare sig det används eller inte. Köket fyller också en symbolisk funktion, där idén om bondens storstuga med den ”samlade eldstaden” framställs som ett ideal för boende. Köket i bostaden har flera uppgifter, det framställs som en plats som skapar trygghet, en plats där människor vill vara, det ska vara praktiskt och se tilltalande ut. Parallellt har köket olika betydelser för byggherrar då vissa lagstadgade krav på utformning och funktion måste uppnås. Hans-Olov Rådelöv, byggherre på HSB, menar att köket är en trendprodukt som används i uppvisningssyfte. Arkitekten Mats Egelius menar att när små lägenheter byggs finns sovplatsen avskild från vardagsrummet och köket. Det som prioriteras är en skiljevägg mellan sovrum och resten av levnadsytan, medan det förr var tvärt om, viktigare med ett separat kök än sovrum.

### Framtiden för öppna planlösningar
I ett pressmeddelande från byggföretaget Skanska 2018 rapporterades tecken på ett trendskifte. Bolaget framhåller att den öppna planlösningen länge varit det självklara valet för bostadsköpare. Under slutet av 2010-talet har allt fler svenskar kommit att föredra ett separat kök och vardagsrum, före en öppen planlösning med kombinerat kök, matsal och vardagsrum.
Skiftet från öppen planlösning har bland annat tillskrivits ett behov av att kunna nyttja utrymmen för olika syften och behov. Skanskas undersökning visar att 62 % av de svarande använder köket inte bara för matlagning, utan som arbetsplats eller som plats för att socialisera med vänner och familj. Kundundersökningar som Skanska tidigare genomfört visar att en majoritet av bostadsköparna själva vill kunna påverka planlösningen vid nyproduktion.